# 프란츠 닝겔
프란츠 닝겔(Franz Ningel, 1936년 10월 18일 ~)은 독일의 피겨 스케이팅 선수이자 롤러 스케이팅 선수이다. 닝겔은 1956년과 1957년에 싱글 스케이팅 선수로서 세계 챔피언이 되었다. 그는 또한 1955년부터 1957년사이에 마리카 킬리우스와 함께 독일 스케이팅 선수권 대회 페어 부문에서 우승했다. 페어 스케이팅에서, 킬리우스/닝겔은 1957년 세계 선수권 대회에서 은메달을 획득했고 1956년 세계 선수권 대회에서 동메달을 획득했다. 그의 아내 마그렛 괴블과 함께, 닝겔은 1962년 세계 선수권 대회에서 동메달을 획득했다. 그는 또한 스쿼밸리에서 열린 1960년 동계 올림픽에서 5위를 했다.